# Festival da Canção 1965

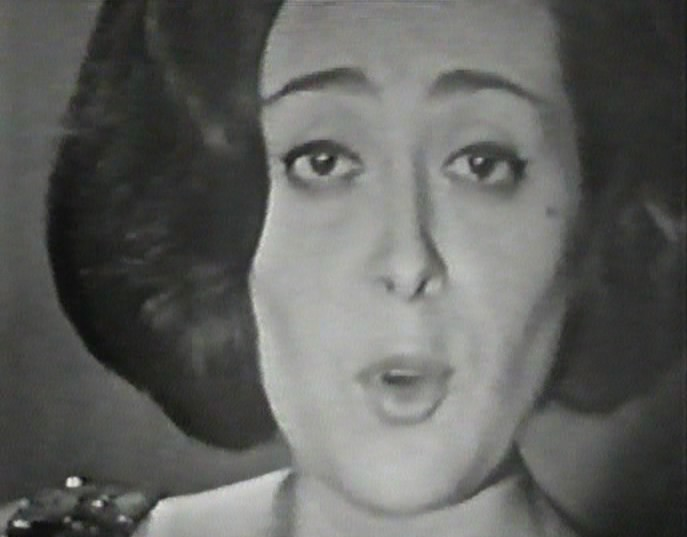
Simone de Oliveira beim Eurovision Song Contest in Neapel

Das 2. Festival da Canção (portugiesisch II Grande Prémio TV da Cançao 1965) fand am 6. Februar 1965 in den Tóbis-Studios in Lissabon statt. Es diente als portugiesischer Vorentscheid für den Eurovision Song Contest 1965.
Moderator der Sendung war Henrique Mendes.
Als Sieger ging Simone de Oliveira mit dem Titel Sol de Inverno hervor. Beim Eurovision Song Contest in Neapel erhielt sie einen Punkt und belegte am Ende gemeinsam mit einem anderen Künstler den 13. Platz.

## Teilnehmer
| Startnr. | Interpret          | Lied                         | Musik und Text                                                | Rang | Punkte |
| -------- | ------------------ | ---------------------------- | ------------------------------------------------------------- | ---- | ------ |
| 1        | António Calvário   | Por causa do mar             | M: José Pereira Mesquita, T: Manuela de Moura Sá Teles Santos | 6.   | 13     |
| 2        | Simone de Oliveira | Silhuetas ao luar            | M: João Andrade Santos, T: Manuela de Moura Sá Teles Santos   | 4.   | 28     |
| 3        | Artur García       | Nasci, sonhei, cresci e amei | M: João Andrade Santos, T: Manuela de Moura Sá Teles Santos   | 5.   | 18     |
| 4        | António Calvário   | Você não vê                  | M: João Andrade Santos, T: Manuela de Moura Sá Teles Santos   | 8.   | 2      |
| 5        | Madalena Iglésias  | Silêncio entre nós           | M: Mário Gonçalves Teixeira, T: José Correia                  | 3.   | 46     |
| 6        | Artur García       | Amor                         | M: António Resende Dias, T: Luís Simão                        | 2.   | 66     |
| 7        | Simone de Oliveira | Sol de Inverno               | M: Nóbrega e Sousa, T: Jerónimo Bragança                      | 1.   | 91     |
| 8        | António Calvário   | Bom Dia                      | M: José Pereira Mesquita, T: Manuela de Moura Sá Teles Santos | 7.   | 6      |